# Aloys Wach

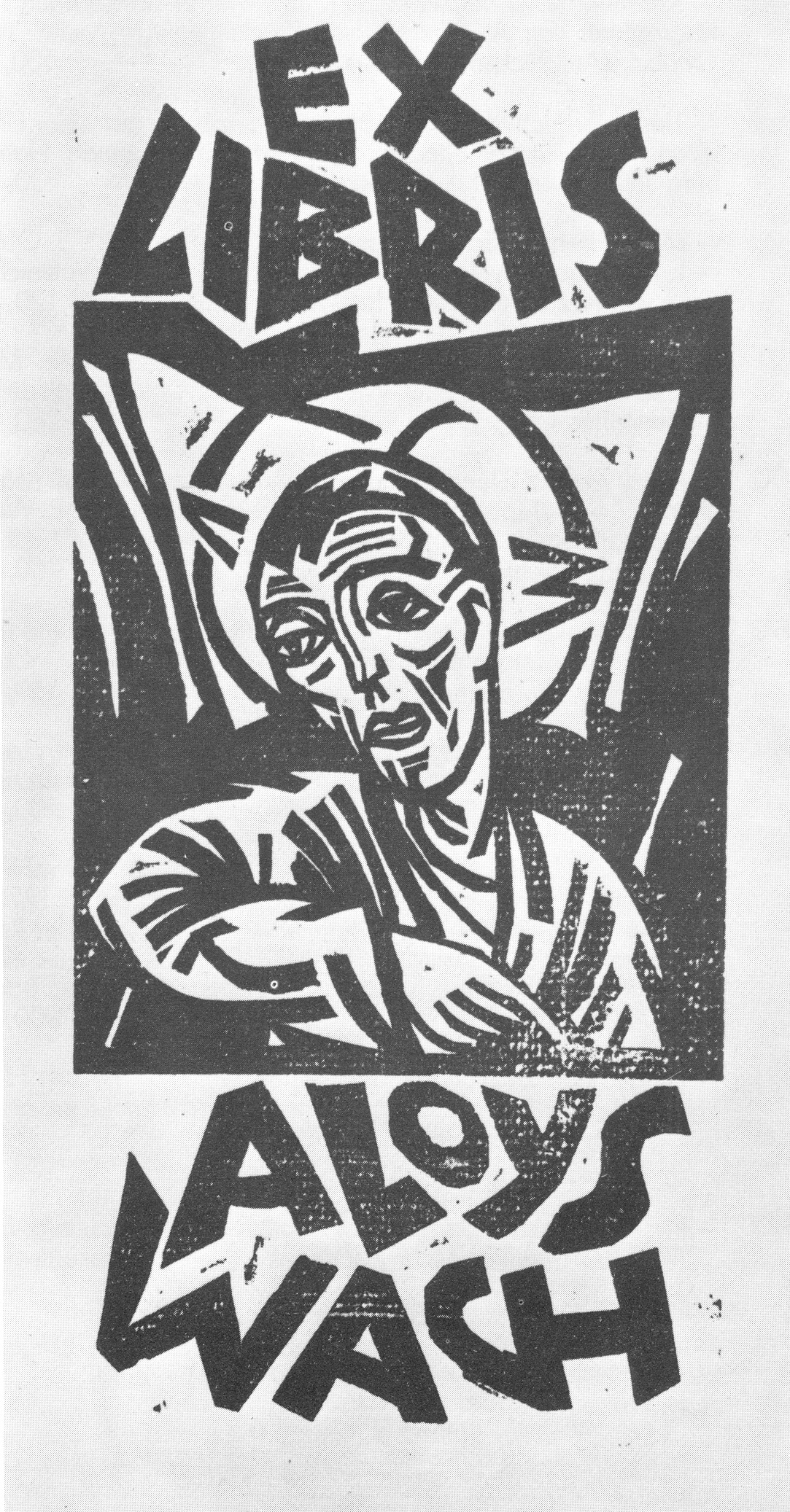
Aloys Wach: Selbstbildnis als Exlibris, Holzschnitt

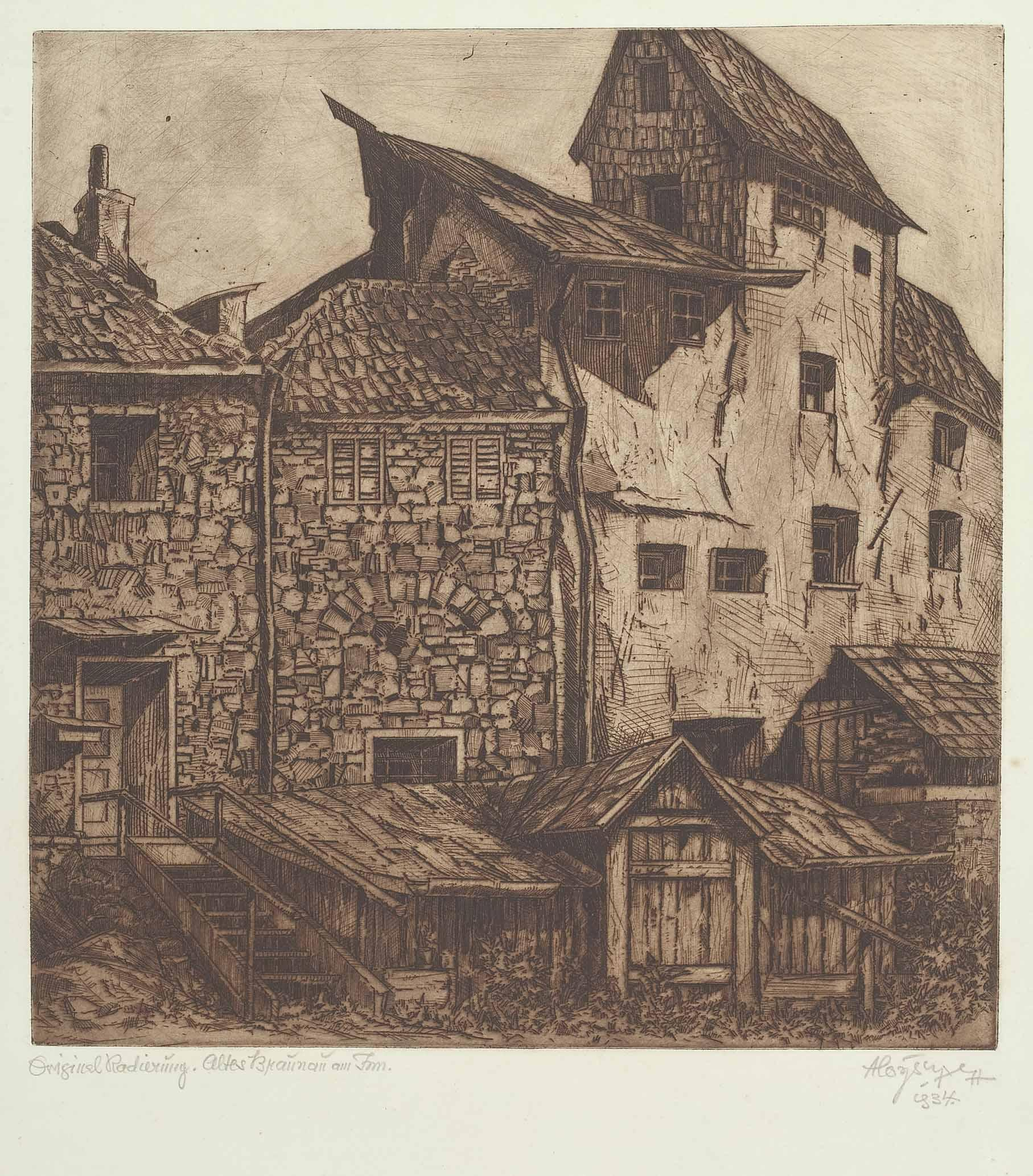
Aloys Wach: Altes Braunau am Inn, Radierung, 1934

Aloys Ludwig Wach (* 30. April 1892 in Lambach; † 18. April 1940 in Braunau am Inn; eigentlich Wachlmeier, manchmal auch Wachelmayr) war ein österreichischer Maler und Grafiker.
Sein stark expressionistisches Frühwerk wird heute als seine größte Errungenschaft angesehen und ist international von Bedeutung. Später distanzierte er sich von dieser Richtung.

## Leben
Wach entschied sich schon früh für die künstlerische Laufbahn und erlitt infolgedessen einige Rückschläge. Er wurde von der Akademie der Bildenden Künste München abgelehnt und begann daher seine künstlerische Ausbildung 1909 in Wien. Von 1912 bis 1913 studierte er an der privaten Malschule Knirr und Sailer in München. Während dieser Zeit traf er den Grafiker Jakob Steinhardt in Berlin und lernte die neu eröffnete Sturm-Galerie und wahrscheinlich auch die Ausstellung der Blauen Reiter kennen. Zwischen 1913 und 1914 besuchte er die Académie Colarossi in Paris, wo er sich mit Amedeo Modigliani anfreundete und einige Maler im Bateau-Lavoir kennenlernte. Seine Werke aus dieser Zeit umfassen expressionistisch-kubistische Zeichnungen, Radierungen und Holzschnitte. Er beendete seine Studien bei Heinrich Altherr in Stuttgart.
Von der Idee des Expressionismus fasziniert, wurde er Mitglied des Sturm in Berlin und beteiligte sich in der Zeit von 1918 bis 1922 an verschiedenen expressionistischen Zeitschriften, u. a. an den Zeitschriften Die Bücherkiste, Das Kunstblatt, Der Weg, Die Aktion, Der Sturm, Der Zweemann und Die Schaffenden. 1919 übersiedelte er nach Braunau am Inn, wo er bis auf einen Romaufenthalt 1925/1926 bis zu seinem Tode lebte. 1919 bis 1920 entstand der Holzschnittzyklus der verlorene Sohn. Weiters schuf er ab 1920 expressionistische Stillleben, Landschaften und Porträts. 1923 war Wach an der Entstehung der Innviertler Künstlergilde (IKG) beteiligt und einer der ersten Gildenmeister. Er war mit Egon Ranshofen-Wertheimer befreundet. Von 1922 bis 1940 gehörte er der Künstlervereinigung MAERZ an.
Später widmete er sich mehr religiösen Themen und schuf um 1930/1933 unter anderem Glasfenster für die Spitalkirche in Braunau. 1937 wurden in der Nazi-Aktion „Entartete Kunst“ nachweislich sieben seiner Bilder aus öffentlichen Sammlungen in Deutschland beschlagnahmt und vernichtet. Nach dem Anschluss Österreichs wurde ihm Malverbot erteilt.
Eine Sammlung seiner Arbeiten werden im Bezirksmuseum Herzogsburg in Braunau am Inn ausgestellt.
In Braunau ist die Aloys Wach-Straße nach ihm benannt.

## 1937 als "entartet" aus öffentlichen Sammlungen in Deutschland beschlagnahmte und vernichtete Werke

### Zeichnungen
- Gethsemane op. X (Zeichnung, Kreide, koloriert, 32 × 25 cm, 1917; Museum für Kunst und Heimatgeschichte Erfurt)
- Illustration zum Gedicht "Waldinnern" (Zeichnung, Kreide, 33,8 × 23,2 cm, 1917; Museum für Kunst und Heimatgeschichte Erfurt)
- Erlebnis (Aquarell, 27 × 20,5 cm, 1919; Museum für Kunst und Heimatgeschichte Erfurt)

### Druckgrafik
- Auferstehung (Linolschnitt, 14 × 17,5 cm; Museum für Kunst und Heimatgeschichte Erfurt)
- Beweinung op. I (Linolschnitt, 22 × 17 cm, 1914; Museum für Kunst und Heimatgeschichte Erfurt)[2]
- Kreuzigung op. X (Linolschnitt, 16,5 × 15 cm, 1914; Museum für Kunst und Heimatgeschichte Erfurt)
- Blick auf die Straße (Radierung, 23 × 19,7 cm, 1919; WV Doppler R 38; Blatt 50 der beschlagnahmten Zeitschrift "Die Schaffenden", Jg. II, Mappe 1, 1919; Hrsg. Paul Westheim, 1919/1920; Museum für Kunst und Heimatgeschichte Erfurt und Kunstsammlungen der Universität Göttingen)[3]